# PASSPO☆の尺うまTV
『PASSPO☆の尺うまTV』（ぱすぽのしゃくうまティービー）は、2013年4月7日から9月29日までテレビ東京（関東ローカル）で日曜日未明2:35 - 3:05（土曜日深夜）に放送されたバラエティ番組。

## 概要
2013年3月9日に中野サンプラザで行われた、「サクラ小町」サプライズアトラクション（イベント）で制作が発表され、同年4月7日未明に放送開始。『PASSPO☆の尺うまTV』は略称であり、正式名称は『PASSPO☆の番組を作ろうとしたけどB級アイドルすぎて何をしたら尺がうまるのか分からなくなったので、スタッフが彼女たちに全部やらせてみたらこうなったTV』である。
番組製作はイースト・エンタテインメントが担当しているが、テレビ東京及びPASSPO☆の所属事務所であるプラチナム・パスポートは制作に関与していない。
PASSPO☆が与えられた冠番組の尺を埋めるために、自ら番組の企画を立案してロケに出てみたり、ドッキリを仕掛けられたり、その結果、尺埋めに失敗するとちょうど9人いるので野球でスポ根して30分の尺を埋めていく、というバラエティ番組（尺うまドキュメンタリー）である。第7回まではVTRを尺うま監督「ミスター」こと神保悟志がPASSPO☆のVTRが尺を埋められているかどうか判断し、アウトになればVTRが打ち切られて野球の練習を行う構成で、第15回以降は「シーズン2」となり大幅に内容およびスタッフを変更。9月16日にQVCマリンフィールドで行うベースボールライブイベントに向けてメンバー9人による野球チーム「シャーク9」が真剣に野球に取り組むさまを放送した。制作会社もイースト・エンタテインメントからMKプランニングに変更になった。
公式サイトは開設されていない。

## 出演者
- PASSPO☆
  - 根岸愛
  - 藤本有紀美
  - 岩村捺未
  - 増井みお
  - 奥仲麻琴
  - 森詩織
  - 槙田紗子
  - 安斉奈緒美
  - 玉井杏奈
    - PASSPO☆の出演メンバー、ナレーション担当は回により異なる。
- 神保悟志（ミスター）
  - 常に長嶋茂雄のユニフォームを身につけ、PASSPO☆のVTRに判定を下したり、企画内容に提案してみたり、PASSPO☆に野球を特訓する。
- さがね正裕（不定期出演、ナレーションも担当。後半ほぼレギュラーとなった）
- 河口こうへい（不定期出演）

## 放送日程
| 話数 | 放送回 | 放送日   | 内容                                                                                       | ナレーション     | ゲスト                                             | 尺うめ     |
| ---- | ------ | -------- | ------------------------------------------------------------------------------------------ | ---------------- | -------------------------------------------------- | ---------- |
| 1    | 1      | 04月07日 | アイドルに企画作りをやらせたらこうなった                                                   | 松本考平         |                                                    |            |
| 2    | 2      | 04月14日 | アイドルが考えた温泉企画 アウトになったら即野球（ベースランニング）                        | 増井みお         |                                                    | 失敗       |
| 3    | 3      | 04月21日 | アイドルが考えた温泉企画 アウトになったら即野球（キャッチボール）                          | 森詩織           |                                                    | 失敗       |
| 4    | 4      | 04月28日 | アイドルが考えた温泉企画&マスコットキャラ決定 アウトになったら即野球（ティーバッティング） | 槙田紗子         |                                                    | 失敗       |
| 5    | 5      | 05月05日 | アイドルが考えたゲリラ企画 3アウトでVTR強制終了（ノック＆ペッパー）                        | 藤本有紀美       |                                                    | 失敗       |
| 6    | 6      | 05月12日 | アイドルが考えたわらしべ長者企画 3アウトでVTR強制終了                                      | 根岸愛 槙田紗子  | 河口こうへい                                       | 成功       |
| 7    | 7      | 05月26日 | 全編野球スペシャル アイドルがガチで野球（フリーバッティング）                              | 岩村捺未         | X-GUN 河口こうへい                                 | [ 注釈 2 ] |
| 8    | 8      | 06月02日 | 台湾レポート&アイドルに寝起きドッキリ                                                      | 市川展丈         |                                                    | [ 注釈 2 ] |
| 9    | 9      | 06月09日 | 台湾レポート&アイドルに寝起きドッキリ                                                      | 市川展丈         |                                                    | [ 注釈 2 ] |
| 10   | 10     | 06月16日 | アイドル界ゴシップが急増中!PASSPO☆は大丈夫か? 人間性ドッキリ検証                           | 市川展丈         |                                                    | [ 注釈 2 ] |
| 11   | 11     | 06月23日 | PASSPO☆の生態を観察 PASSPO☆の王国                                                          | さがね正裕       |                                                    | [ 注釈 2 ] |
| 12   | 12     | 06月30日 | PASSPO☆の生態を観察 PASSPO☆の王国                                                          | さがね正裕       |                                                    | [ 注釈 2 ] |
| 13   | 13     | 07月07日 | PASSPO☆キャプテン根岸に密着                                                                | さがね正裕       | さがね正裕                                         | [ 注釈 2 ] |
| 14   | 14     | 07月14日 | 尺うめ女王は誰だ!&最も尺をうめられなかったのは誰?（総集編）                                | なし             |                                                    | [ 注釈 2 ] |
| 15   | 15     | 07月21日 | 野球＆音楽フェス9月開催! 身体能力テスト                                                    | 増井みお         | さがね正裕 河口こうへい                            | [ 注釈 2 ] |
| 16   | 16     | 07月28日 | 野球＆音楽フェス9月開催! 身体能力テスト                                                    | 根岸愛           |                                                    | [ 注釈 2 ] |
| 17   | 17     | 08月04日 | スポーツ合宿の聖地で野球漬け!                                                              | さがね正裕       | 碇美穂子 小久保志乃 （ノースレイア）               | [ 注釈 2 ] |
| 18   | 18     | 08月11日 | PASSPO☆女子プロ野球に密着                                                                  | さがね正裕       | 碇美穂子 小久保志乃 （ノースレイア）               | [ 注釈 2 ] |
| 19   | 19     | 08月18日 | 合宿所で強化練習を開始 PASSPO☆×predia 三番勝負（前編）                                     | 玉井杏奈         | predia さがね正裕 河口こうへい                     | [ 注釈 2 ] |
| 20   | 20     | 08月25日 | PASSPO☆×predia 三番勝負（後編）                                                            | さがね正裕       | predia さがね正裕 河口こうへい                     | [ 注釈 2 ] |
| 21   | 21     | 9月01日  | PASSPO☆初めての練習試合 玉輿芹が谷クラブ 対 シャーク9                                      | 増井みお         |                                                    | [ 注釈 2 ] |
| 22   | 22     | 09月08日 | PASSPO☆志願の居残り特訓 増井みお特集                                                       |                  | さがね正裕 predia（告知のみ） palet（告知のみ）    | [ 注釈 2 ] |
| 23   | 23     | 09月15日 | 9月16日の対戦相手決定！ 試合直前 最強コーチと猛特訓                                        |                  | ノースレイア predia（告知のみ） palet（告知のみ）  | [ 注釈 2 ] |
| 24   | 24     | 09月22日 | 最終回直前 尺うま傑作選                                                                    | さがね正裕       | さがね正裕 河口こうへい predia                     | [ 注釈 2 ] |
| 25   | 最終回 | 09月29日 | PASSPO☆最後の戦い 千葉マリンスターズ対シャーク9                                            | 青山玲子(predia) | さがね正裕 河口こうへい predia（ワイプ画像ライブ） | [ 注釈 2 ] |

## 野球ラインナップ・ポジション

### 身体能力テスト後にミスターが組んだラインナップ・ポジション
| 打順 | ポジション   | 選手       |
| ---- | ------------ | ---------- |
| 1番  | ショート     | 森詩織     |
| 2番  | レフト       | 奥仲麻琴   |
| 3番  | サード       | 槙田紗子   |
| 4番  | キャッチャー | 藤本有紀美 |
| 5番  | センター     | 玉井杏奈   |
| 6番  | ライト       | 岩村捺未   |
| 7番  | ファースト   | 安斉奈緒美 |
| 8番  | セカンド     | 増井みお   |
| 9番  | ピッチャー   | 根岸愛     |

### 対・千葉マリンスターズ用にミスターが組み直したラインナップ・ポジション
| 打順 | ポジション   | 選手       |
| ---- | ------------ | ---------- |
| 1番  | ショート     | 奥仲麻琴   |
| 2番  | セカンド     | 増井みお   |
| 3番  | ピッチャー   | 森詩織     |
| 4番  | レフト       | 根岸愛     |
| 5番  | キャッチャー | 藤本有紀美 |
| 6番  | センター     | 槙田紗子   |
| 7番  | ファースト   | 玉井杏奈   |
| 8番  | ライト       | 岩村捺未   |
| 9番  | サード       | 安斉奈緒美 |

### 対・千葉マリンスターズ特別ルール
- 5イニング コールドゲームなし
- 千葉マリンスターズの攻撃は2アウト2ストライクから開始
- 盗塁なし

## スタッフ
- 構成：森泉たつひで
- オープニングCG：本郷伸明
- CG：渡部佳信
- 音効：若林雄二
- 編集：檜山勉、渡辺寛樹
- MA：
- VE・CAM：官梅洋子
- TK：伊藤裕子
- 協力：IMAGICA、アートレンタル、スパイラルビジョン、ZACK
- AD：荒木ゆい、花田英之
- ディレクター：斉田泰伸
- プロデューサー：鈴木康祝
- 製作：イースト・エンタテインメント